# 博士（農学）
博士（農学）（はくし のうがく）は、博士の学位であり、農学（畜産、園芸、農業、林業、農芸化学など）に関する専攻分野を修めることによって、日本で授与されるものである。
1991年（平成3年）以前の日本では、農学博士（のうがくはくし）という博士の学位が授与されており、農学博士は、現在の「博士（農学）」以外に「博士（畜産学）」、「博士（林学）」、「博士（農芸化学）」とほぼ同じものも含んでいる。
農学博士は、1898年（明治31年）12月9日の学位令改正により追加された。
翌1899年3月27日、東京帝国大学総長、帝国大学評議会の推薦等により玉利喜造、横井時敬、本田幸介、沢野淳、佐藤昌介、新渡戸稲造、恒藤規隆、古在由直ら8名に日本初の農学博士号が授与された。佐藤と新戸部は既に海外の大学からPh.D.を取得していた。
英語においては、各国による学位制度に違いがあるものの、Ph.D. (Doctor of Philosophy) の一部と Doctor of Agriculture が、日本の農学博士に相当する。
ドイツ語においてはDoktor der Agrarwissenschaften（農学博士）などが日本の農学博士に相当する。